# Наливайківка
Налива́йківка — село Макарівської селищної громади Бучанського району Київської області. Розташоване за 6 км від центру громади та за 61 км від обласного центру. Найближча залізнична станція — Бородянка, за 28 км.
Площа населеного пункту становить 459 га, кількість дворів — 735. Кількість населення — 805 осіб.
День села — 19 грудня.

## Історія
Перша писемна згадка про село Наливайківку у складі маєтностей Ясинецьких датується 1506 роком.
Наливайківка — батьківщина древнього українського шляхетського роду Наливайків, на честь якого, за легендою, населений пункт отримав свою назву. Наливайко зі своїми козаками належав до Білоцерківського полку, що охоплював землі південно-західної частини Макарівщини, де і знаходиться територія села. Наприкінці 1595 р. під впливом народних хвилювань, викликаних утиском православної віри, Северин Наливайко з козаками стали на оборону своєї християнської віри. Краєзнавець XIX століття Лаврентій Похилевич у «Сказаниях о населенных местностях Киевской губернии» писав, що Наливайківка:
|  | «... батьківщина древнього малоросійського дворянського роду Наливайків, з якого відомими є: гетьман Наливайко, замучений поляками за православ'я і патріотизм і старший його брат соборний протопоп в Острозькому замку князів Острозьких, що звелів поховати його по смерті в полі, щоб кістки його не зблизилися з папськими єретиками, яких панування в Острозі він передбачив ». Оригінальний текст (рос.) «...родина древней малороссийской дворянской фамилии Наливайков, из которой известны: гетман Наливайко, замученный поляками за православие и патриотизм и старший его брат соборный протопоп в Острогском замке князей Острожских, велевший похоронить его по смерти в поле, чтобы кости его не сблизились с папскими еретиками, которых господство в Остроге оне предвидел». |

Мешканці Наливайківки взяли активну участь у повстанні надвірних козаків. Вони долучилися до повстанців полковника Івана Бондаренка.
У 1848 р. в Наливайківці відбулися селянські заворушення, викликані введенням інвентарних правил.
До Жовтневого перевороту в селі був поміщик А. З. Кіх. Селяни займалися сільським господарством та працювали на спиртовому заводі.
Була побудована одна з найкращих церков району, яку зруйнували в 1960 р. Клірові відомості, метричні книги, сповідні розписи церкви св. Миколая с. Наливайківка (приписний хут. Почепин) Макарівської волості Київського пов. Київської губ. зберігаються в ЦДІАК України.
Перше колективне господарство — комуна — було організоване в 1919 р. на базі маєтку поміщика Кіха.
У 1929—1930 рр. більшовиками проведені репресії проти селянства, було заарештовано 8 мешканців села, розкуркулені і вивезені заможні сім'ї. У 1933 р. від штучного голодомору в селі помер кожний третій житель села. У листопаді-грудні 1932 року комуна «Сила» була занесена на «Чорну дошку».
Коли почалася Німецько-радянська війна, 600 жителів села боролися на фронтах та 18 в партизанських загонах. 194 особи полягли смертю хоробрих. 8 листопада 1943 р. село було визволене від ворога. За мужність і героїзм, виявлені в боях, 161 наливайківець нагороджений орденами і медалями.
У 1947 р. жителі села пережили черговий страшний голодомор.
У 1948 р. три колгоспи села були об'єднані в одне господарство, яке з 1955 р. називалося «Родина». Напрями господарства — м'ясо-молочно-картопляно-льонарський та садівництво, городництво, птахівництво.
В «Історії міст і сіл Української РСР» про Наливайківку початку 1970-х було подано таку інформацію:

| Наливайківка - село, центр сільської Ради, розташоване за 7 км від районного центру та за 27 км від залізничної станції Бородянка. Населення - 1470 чоловік. Сільраді підпорядковане с. Почепин. У селі - центральна садиба колгоспу «Родина», який має 3400 га землі, у т. ч. орної - 2868 га. Розвинуте тваринництво м'ясо-молочного напряму. Вирощують картоплю, льон. Допоміжні галузі: садівництво, городництво, птахівництво. У Наливайківці - восьмирічна школа, будинок культури, бібліотека.[4]. |
У 1981 р. була побудована нова школа.
В селі діють фельдшерсько-акушерський пункт, сільський клуб; працює аеродром сільськогосподарського призначення; заасфальтовано дороги, проведено центральний водопровід, газ.
Славиться Наливайківка своїми знаними людьми, які відзначені урядовими нагородами: це С. І. Соломенко, Н. М. Соломенко, Н. Л. Волощенко, М. С. Швед, С. О. Доба, Х. О. Нищенко, М. К. Соломенко, С. М. Колісна, Г. М. Булах.

### ХХІ століття
У квітні 2001 р. загальними зборами колгоспу затверджена реорганізація КСП «Родина» у СТОВ. Жителі села отримали майнові паї та державні акти на землю. Землею користується орендатор.
У селі працює кооператив «Джерельце» з обслуговування населення села водою та сільськогосподарськими послугами.
З 2005 р. у Наливайківці діє завод «ІКС-Техно» з виробництва комплектуючих приладів до комп'ютерів. Сільська рада здає в оренду аеродром ТОВ «Аеропракт» з перспективою побудови мікрозаводу з будівництва малих літаків.
З 2006 р. біля села будується центральна електроенергетична система ЕП 750/350 кВ «Київська».
У центрі села стоїть пам'ятний знак заснування села: «Село Наливайківка засноване гетьманом Северином Наливайком в 1595 році».
5 жовтня 2013 року митрополит Переяслав-Хмельницький і Білоцерківський Епіфаній звершив освячення новозбудованого храму святителя Миколая Чудотворця в селі Наливайківка Макарівського району
11 березня 2022 року під час російського вторгнення в Україну поблизу селі відбувся танковий бій, у ході якого загинули Олександр Цюпак та Роман Марценюк. Посмертно їх було удостоєно звання Героя України.

## Економіка
У квітні 2019 року підприємство Аеропракт вело перемовини щодо розгортання виробництва на 8 тис. м² у селі, де планувалося розміщення заводу з виробництва надлегких літаків.

## Галерея

Наливайківський будинок культури
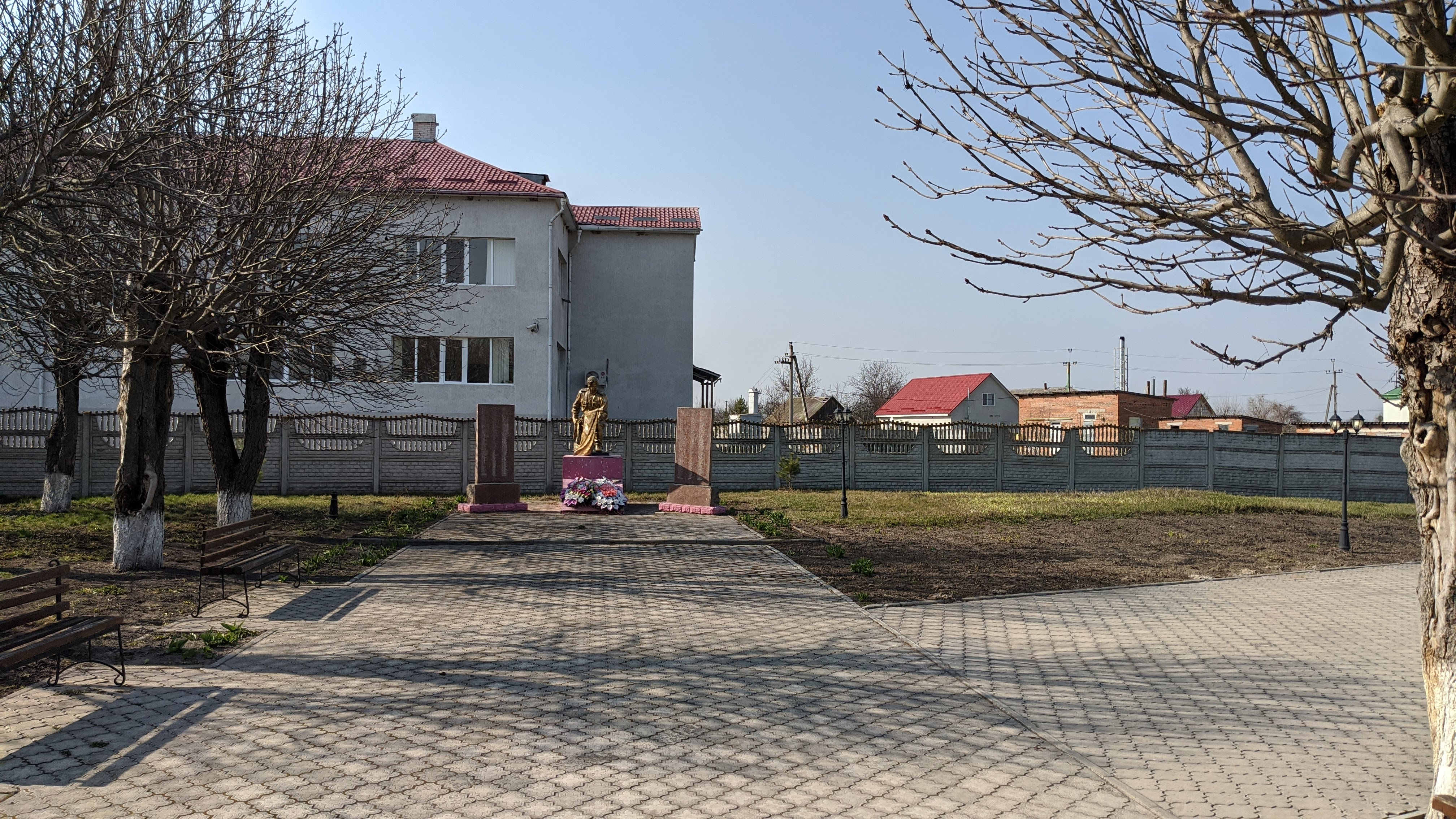
Пам'ятник на честь воїнів-односельців, що не повернулися з фронтів війни, с. Наливайківка
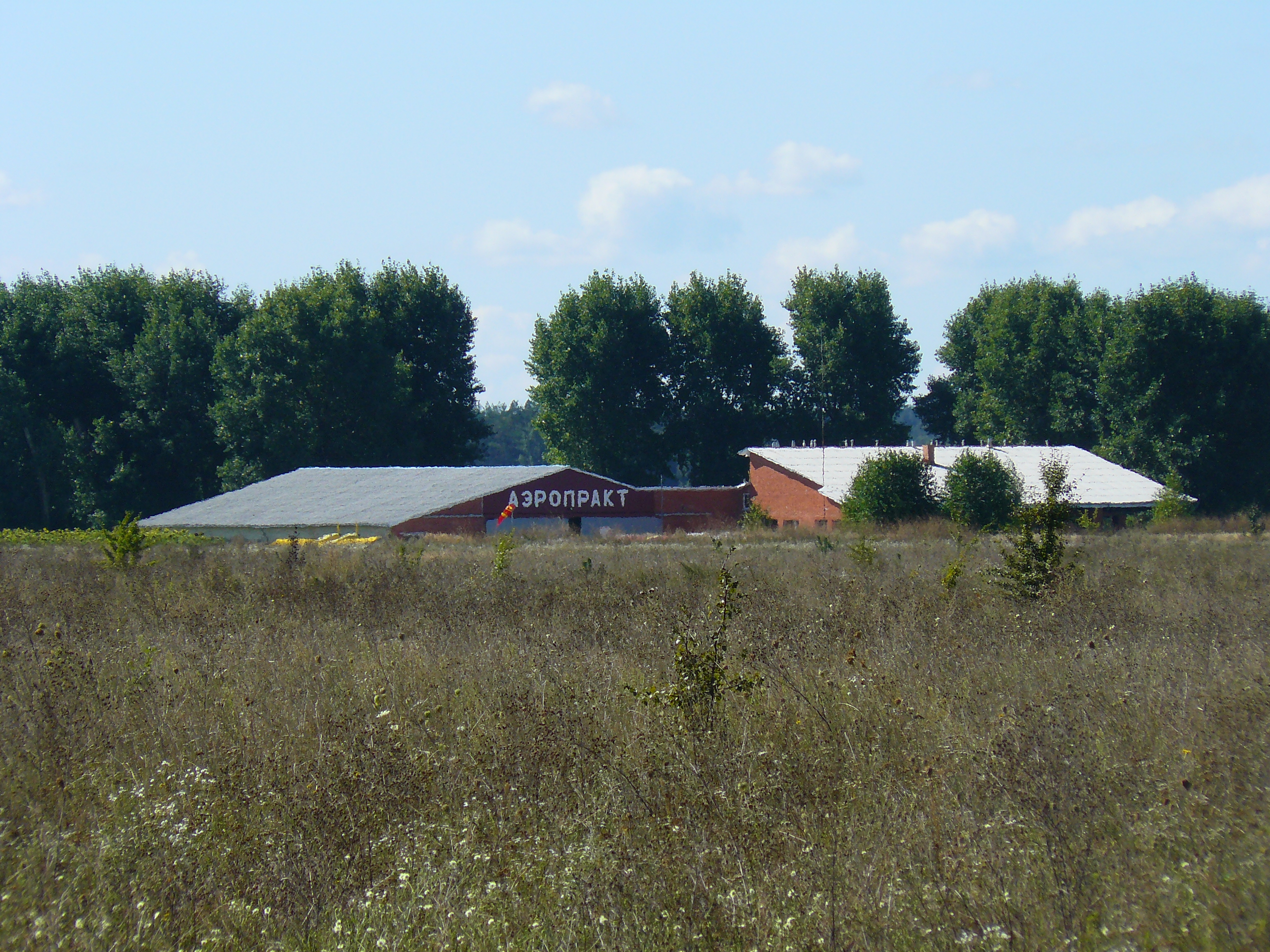
Аеропорт Аеропракта
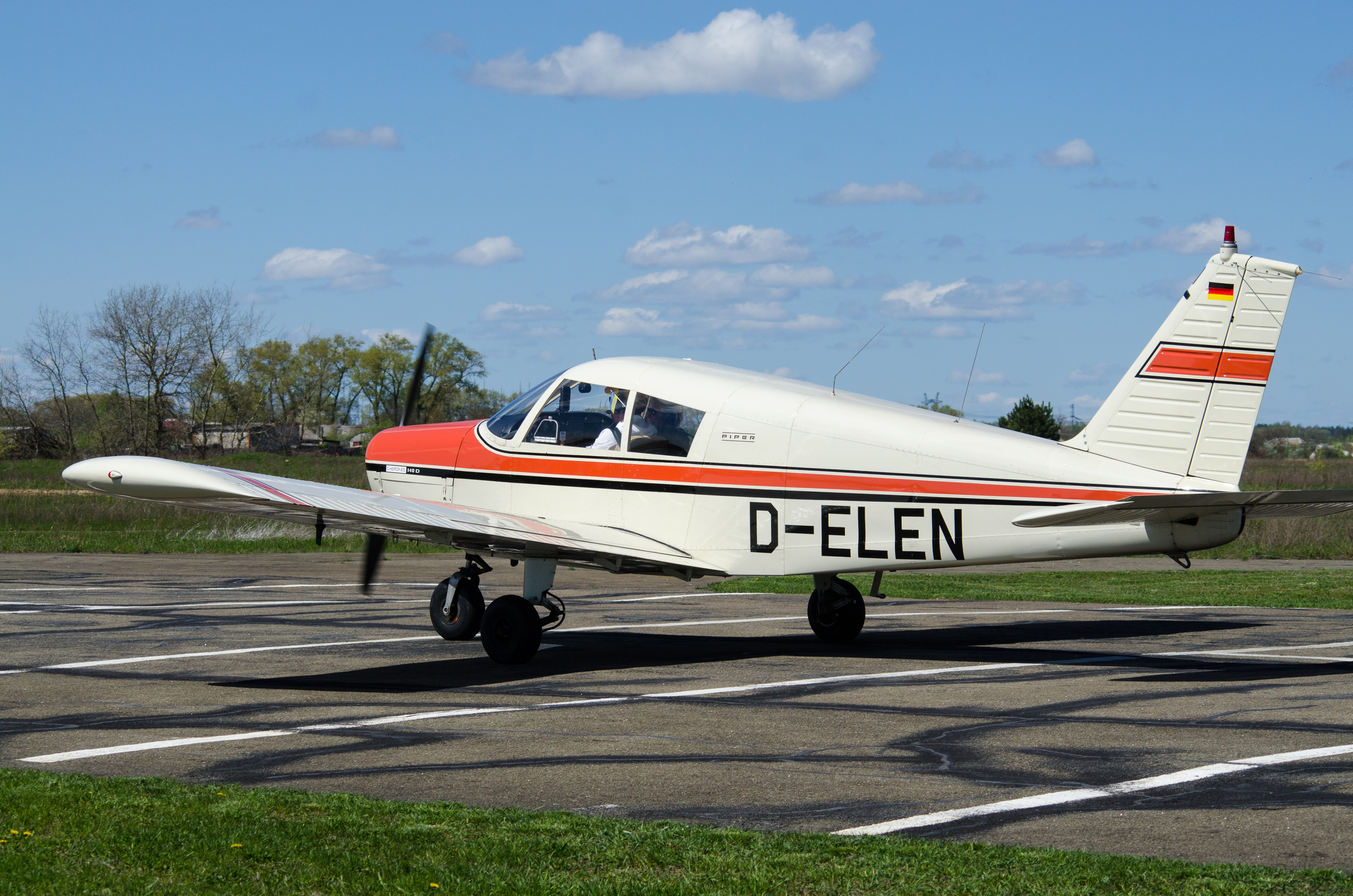
Piper PA-28-140 Cherokee D в аеропорту Аеропракта